# Bredgölen (Stjärnorps socken, Östergötland)
Bredgölen är en sjö i Linköpings kommun i Östergötland och ingår i Motala ströms huvudavrinningsområde.